# Sedia 412 Cab
La Sedia 412 Cab è una sedia disegnata nel 1977 dal designer Mario Bellini e commercializzata dall'azienda italiana Cassina nello stesso anno, specializzata nel settore dell'arredamento contemporaneo. È considerato un oggetto icona del design italiano. Si trova esposto alla Triennale Design Museum di Milano e al Museum of Modern Art di New York. Considerata una delle sue migliori progettazioni, la struttura è composta da uno scheletro di acciaio tubolare e rivestita da una copertura in cuoio che forma il corpo della sedia.

## Storia
La Sedia 412 Cab viene ideata nel 1977 dal designer Mario Bellini e prodotta dall'azienda Cassina, specializzata nel settore dell'arredamento contemporaneo.
Bellini si occupò della progettazione, della parte tecnica e funzionale del prodotto. Ispirato al rapporto scheletro-pelle, la sedia Cab è la prima al mondo ad avere una struttura in cuoio autoportante. Il rivestimento in cuoio con cuciture a vista promuove la tradizione artigianale italiana nel mercato internazionale creando un ibrido con l'efficienza industriale. Si tratta dunque di uno degli oggetti di disegno industriale che ha rivoluzionato il mondo della sedia, portando il design d'autore nella vita quotidiana. Inoltre, quando venne commercializzata, fu considerata un simbolo di anticonformismo, in quanto era differente dalla maggior parte degli oggetti del mondo del design e dell'arte del periodo, che erano caratterizzati dalla corrente artistica della cultura pop.

## Descrizione

### Caratteristiche tecniche
La sedia è composta da 16 parti in cuoio sottoposte a 14 lavorazioni manuali. Le singole parti tagliate vengono cucite insieme dopo un procedimento di scarnitura (assottigliamento delle zone che vanno unite) e calzate sul telaio di acciaio tubolare e verniciato a smalto. La chiusura è composta da quattro cerniere che corrono lungo le gambe e sotto la seduta. Il telaio in acciaio è idoneo alla produzione in serie. Il prodotto è disponibile in diverse versioni, ovvero serie S, M e B che si differenziano per le dimensioni.
|                      |        |
| Lunghezza            | 490 mm |
| Altezza              | 820 mm |
| Larghezza            | 520 mm |
| Altezza della seduta | 450 mm |

|                      |        |
| Lunghezza            | 540 mm |
| Altezza              | 820 mm |
| Larghezza            | 470 mm |
| Altezza della seduta | 450 mm |

|                      |        |
| Lunghezza            | 370 mm |
| Altezza              | 570 mm |
| Larghezza            | 330 mm |
| Altezza della seduta | 300 mm |

## Caratteristiche plastiche

### Colore
Il prodotto è stato commercializzato nei colori avorio, bianco, blu, cognac, grigio, marrone, naturale, nero, radica, rosso bulgaro, rosso cina, tabacco e talpa ciò attribuisce all'oggetto valori di eleganza e minimalismo, rendendolo adattabile a qualsiasi contesto proprio grazie alle sue tonalità.
|  |  |

### Linee
La forma lineare della sedia è classica e a prima vista riconoscibile ma andando nei dettagli, si possono notare dei particolari interessanti come delle curve sinuose di raccordo tra le gambe e la seduta e anche il raccordo tra le gambe posteriori e lo schienale. Nel rivestimento si lascia intravedere appena la zip di chiusura e questo effetto di vista parziale unito all'aderenza del cuoio richiama il bustino femminile che aderisce alla pelle umana, suscitando la tentazione di aprirla.

### Volumi
I volumi della sedia sono perfettamente bilanciati; le gambe, la seduta e lo schienale sono armonicamente uniti da dei raccordi sinuosi.

## Grado di codifica
Secondo Umberto Eco l'ipercodifica è il metodo mediante il quale “unità codificate vengono analizzate in unità minori a cui si assegnano nuove funzioni segniche”. Da questo punto di vista la sedia 412 Cab è un oggetto di design ipercodificato in quanto propone un prodotto già esistente, ovvero una semplice sedia, elaborando quasi completamente le caratteristiche fisiche e tecniche in quanto si ispira al rapporto scheletro-pelle con una struttura in metallo e un rivestimento di cuoio diventando perciò un oggetto iconico del design industriale italiano.

## Valorizzazione
Bellini, nella progettazione della sedia unisce la riproducibilità in serie dello scheletro e la tradizione artigianale italiana nella copertura in cuoio. Inoltre, secondo la classificazione dei valori del semiologo Jean-Marie Floch, il designer valorizza fortemente l'oggetto da un punto di vista sociale (valorizzazione utopica), in quanto la seduta in cuoio lavorata artigianalmente, pone l'utente in possesso di un prodotto iconico di lusso e da collezione, simbolo di innovazione ed originalità. Tale possesso denota che l'utente è una persona dai gusti ricercati e una volta a contatto con essa, presupponendo che egli conosca la storia della seduta, si sentirà parte della sua natura anticonformista. Avere nella propria abitazione un oggetto creato da uno dei Designer italiani più riconosciuti al mondo fa sentire l'utente parte di un'élite di persone colte e interessate a questo settore. Inoltre, l'azione dovuta dall'apertura della cerniera, e quindi alla separazione tra scheletro e pelle, rende la pulizia e il mantenimento della seduta più particolare e semplice delle altre valorizzando le funzioni di praticità e maneggevolezza (valorizzazione pratica). Il rivestimento pregiato e robusto è disponibile in varie colorazioni e quindi adattabile a molteplici contesti d'uso (valorizzazione ludica).
|  |